# Aiptasia tagetes
Aiptasia tagetes is een zeeanemonensoort uit de familie Aiptasiidae.
Aiptasia tagetes is voor het eerst wetenschappelijk beschreven door Duchassaing & Michelotti in 1864.